# Cuartel General de Bomberos de Antofagasta
El Cuartel Primera Compañía de Bomberos Antofagasta' es un cuartel de bomberos localizado en el Barrio Histórico de Antofagasta. Es uno de los últimos edificios neoclásicos de la ciudad.

## Arquitectura
Este edificio posee una fachada y cuerpo principal de tres pisos realzado por el volumen de una torre. El primer nivel alberga los carros bomba y posee un frontis con tres grandes puertas de acceso y dos puertas laterales menores  diseñadas con arcos de medio punto de estilo neoclásico. 
El segundo piso, separado por falsas cornisas y balcones abalaustrados del zócalo, destaca por sus arcos con marco, rebajados y de medio punto. 
El tercer nivel corresponde a la torre central, una construcción cúbica de ocho arcos de medio punto rodeada por un balcón que servía de mirador. Se utilizó inicialmente para sostener la campana mayor, donada por la colonia italiana residente, cuyo peso superaba la media tonelada. Esta  campana llegó a Chile en 1913 y fue tocada por primera vez el 11 de noviembre de 1913 al mediodía en homenaje al cumpleaños del Rey de Italia Víctor Manuel III.
El cuerpo principal del edificio está construido a partir de hormigón estructurado con vigas metálicas y relleno de concreto, madera, caña y revoque. En las terminaciones de cielo y pisos se usó machihembrados de madera. Acusa influencia francesa y romántica propia de su período, distinguible en la decoración y detalles estilísticos que están conformado por pilastras, varios en forma de arcos de medio punto, cornisas tímpanos y balcones de balaustres.
Su concepción general guarda armoniosas proporciones con una volumetría dinámica, por lo que en su conjunto produce un interesante efecto que embellece la ciudad.

## Historia
La historia del actual edificio se remonta a 1904, cuando el Cuerpo de Bomberos de Antofagasta planifica la construcción de su propio Cuartel General, junto a las sedes de la 1ª y 4ª compañías. Recién en 1913 comenzó el proceso de edificación del inmueble, a cargo de una comisión compuesta por Arturo Magda, Antonio Luksic, Santiago Mac Donald y, como consultor técnico, el Ingeniero Luis Abd-El-Kader.
A cien años de su construcción, este edificio se ha convertido en un hito urbano dentro de la ciudad. Su valor arquitectónico junto a su importancia histórica para Antofagasta, hicieron que en 1992 fuera declarado Monumento Nacional. Hoy, este añoso espacio es uno de los más importantes ejemplos arquitectónicos de la ciudad y de sus principales atractivos patrimoniales.